# 秦庄东岳庙
秦庄东岳庙，位于山西省长治市壶关县龙泉镇秦庄村，是中华人民共和国山西省文物保护单位之一。

## 简介
2004年6月10日，定为山西省文物保护单位，属于古建筑。
因为常年缺乏维护，秦庄东岳庙损毁严重。到2012年，秦庄东岳庙面阔五间的大殿已坍塌四间，仅剩一间的屋顶也摇摇欲坠。民间古建保护志愿者唐大华2012年发现这一情况后，随即在个人微博上发布该消息，呼吁政府抢修，但到2015年初，秦庄东岳庙仍未获得任何维护。
2014年，壶关县文物博物馆对秦庄东岳庙保护修缮工程进行了招标。